# CLEC9A
CLEC9A (англ. C-type lectin domain family 9 member A, лектин С-типа домен семейство 9 член A; CD370) — мембранный белок, экспрессирован на подтипе дендритных клеток и моноцитов. Продукт гена человека CLEC9A.

## Функции
Является мембранным белком класса лектинов типа С, входит в группу V. Экспрессирован на миелоидных клетках. Функционирует как рецептор эндоцитоза на небольшом подтипе миелоидных клеток, специализирующихся в захвате и процессировании материала мёртвых клеток. Распознаёт филаментную форму актина, ассоциированного с актин-связывающими доменами цитоскелетных белков, включая спектрин, экспонированного во внеклеточную среду в случае повреждения клеток. Опосредует SYK-зависимую перекрёстную презентацию антигенов, ассоциированных с мёртвыми клетками.

## Структура
CLEC9A состоит из 241 аминокислоты, молекулярная масса 27,3 кДа. Содержит лектиновый домен типа C и активирующий ITAM-подобный мотив.

## Тканевая специфичность
Белок экспрессирован в периферической крови на поверхности BDCA31+ дендритных клеток и на подтипе CD14+/CD16- моноцитов.